# Feluy
Feluy is een dorp in de Belgische gemeente Seneffe. Feluy was een zelfstandige gemeente tot aan de gemeentelijke herindeling van 1977. De plaats ligt aan de A7 en het Kanaal Charleroi-Brussel. Langsheen het kanaal ligt een groot petrochemisch bedrijf maar de omgeving is verder erg landelijk gebleven.

## Bezienswaardigheden
- De Sint-Aldegondiskerk (Église Sainte-Aldegonde) is een kalkstenen bouwwerk dat gebouwd is op basis van een eerdere 16e-eeuwse kerk. De huidige kerk ontstond in 1754-1756 door een verbouwing in classicistische trant, terwijl al in 1722 de toren was vernieuwd. De doorgang van de toren heeft nog een gewelf van 1555.
- De Onze-Lieve-Vrouw van Bijstandkapel (Chapelle Notre-Dame de Bon Secours) is een betreedbare kapel die gebouwd werd in 1642 en vergroot in 1717.
- De Sint-Rochuskapel (Chapelle Saint-Roch) is een pijlerkapel van 1766.
- Het Château Scaron is een neoclassicistisch bouwwerk van 1830, gelegen in een ommuurd domein.
- Het Kasteel van Feluy (Château de Feluy) is een waterkasteel, bevloeid door de Graty. Het werd gebouwd in de 14e eeuw als burcht en heeft nog een 15e-eeuwse versterkte vleugel. Latere verbouwingen hebben het tot een adellijk woonhuis gemaakt.
- Het Château de la Rocq met een vierkante wachttoren van midden 14e eeuw.
- Het Château de Miremont werd in de 19e eeuw gebouwd in een eclectische stijl met neogotische en neorenaissance elementen.

## Natuur en landschap
In Feluy vond men midden 18e eeuw een 13-tal steengroeven. Omstreeks 1930 werden deze alle gesloten, waarna de groeven zich met water hebben gevuld. Men won er onder meer blauwe hardsteen. Vanuit het zuiden stroomt de Graty in de Samme die tevens de historische bedding van het Kanaal Charleroi-Brussel vormt. De hoogte aan de kerk bedraagt 107 meter.

## Demografische ontwikkeling
- Bronnen:NIS, Opm:1831 tot en met 1970=volkstellingen

## Industrie
Een van de twee grootste petrochemische vestigingen in Europa van Total (voorheen van Petrofina) is gevestigd te Feluy. In 1976 begon de Amerikaanse bedrijf Calgon in Feluy een korrelkoolfabriek, met een capaciteit van 10 kton/jaar onder de naam Chemviron Carbon. Dit bedrijf probeerde de poederkool van voornamelijk Norit van de markt te verdringen.
BASF exploiteerde in Feluy een installatie voor de productie van maleïnezuuranhydride op basis van butaan, met een capaciteit van 115.000 ton per jaar.

## Geboren in Feluy
- Philippe Parmentier (1787-1851), beeldhouwer
- Louis Cloquet (1849-1920), architect en hoogleraar
- Victor Rousseau (1865-1954), beeldhouwer en tekenaar
- Philippe Busquin (1941), politicus

## Foto's

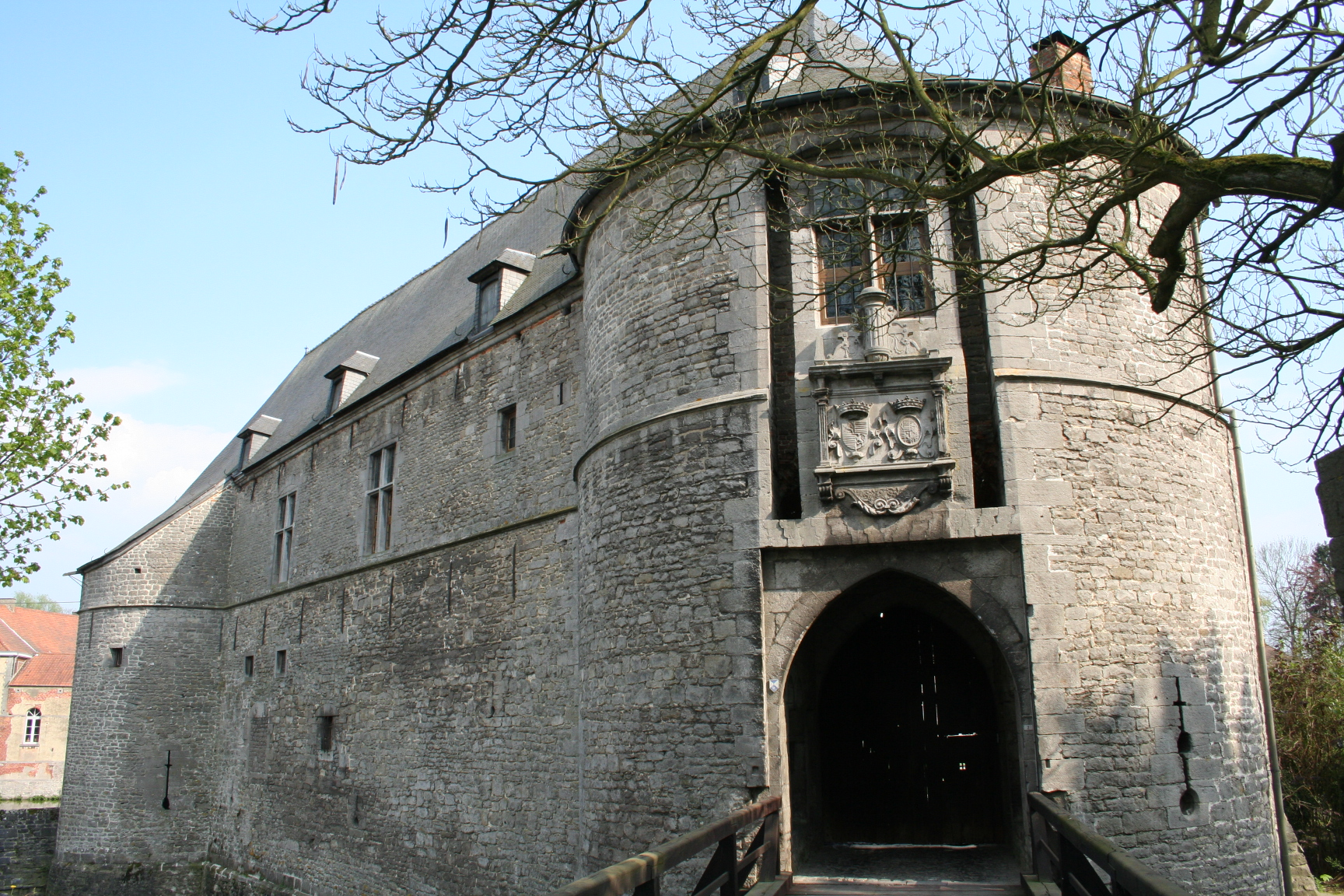
Kasteel (XIVde eeuw).
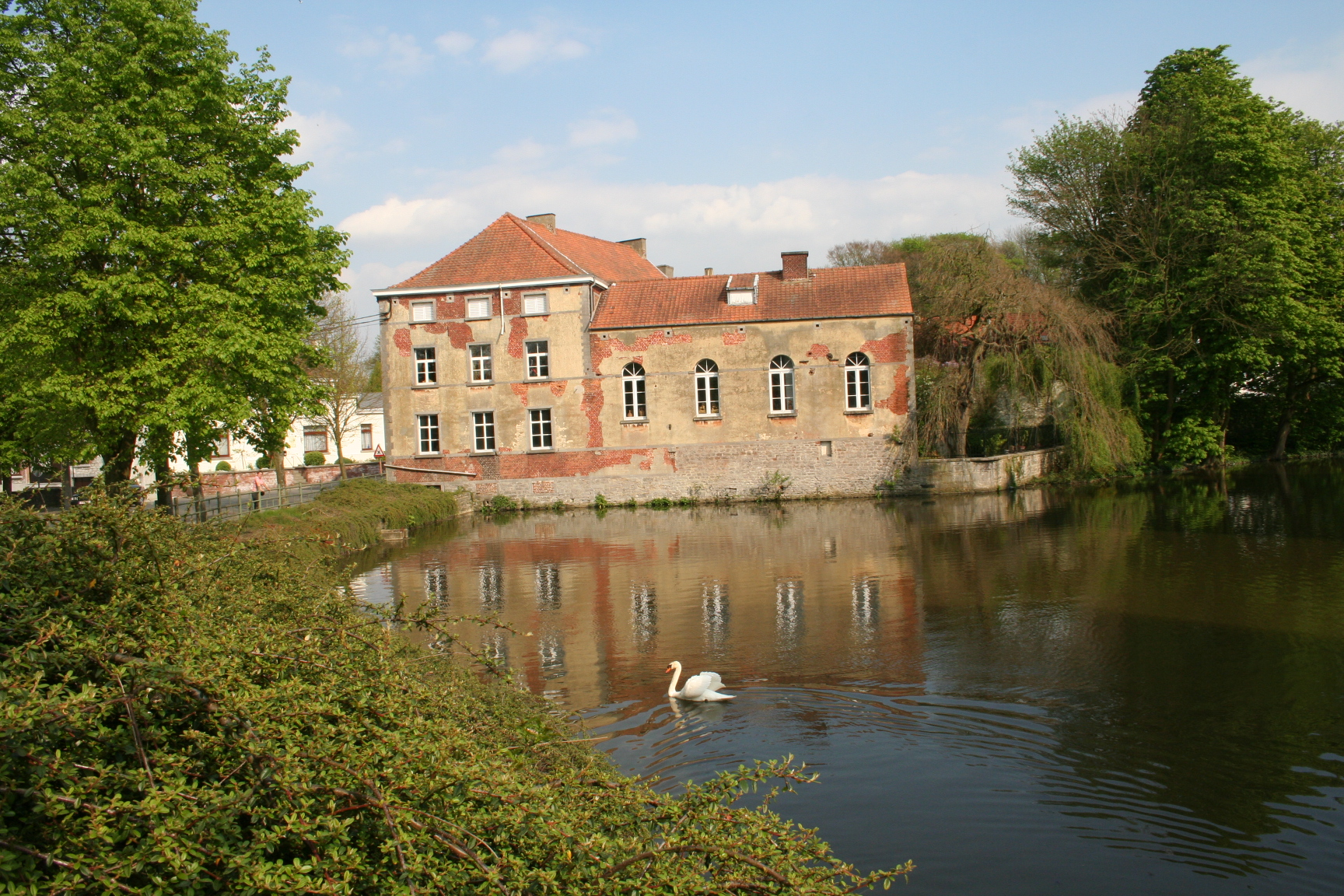
De slotgracht.

## Nabijgelegen kernen
Arquennes, Ronquières, Marche-lez-Ecaussinnes, Seneffe